# Epicrionops peruvianus
Epicrionops peruvianus es una especie de anfibios gimnofiones de la familia Rhinatrematidae. Es endémica del valle de Marcapata, departamento del Cusco, Perú. Es una especie fosorial que habita en bosques montanos secos entre los 2000 y 2500 m de altitud. 